# Księży Lasek
Księży Lasek (deutsch Fürstenwalde) ist ein Dorf in der polnischen Woiwodschaft Ermland-Masuren. Es gehört zur Gmina Rozogi (Landgemeinde Fürstenwalde) im Powiat Szczycieński (Kreis Ortelsburg).

## Geographische Lage
Księży Lasek liegt in der südlichen Mitte der Woiwodschaft Ermland-Masuren und nur wenige hundert Meter nordwestlich der Grenze zur Woiwodschaft Masowien. Sie war bis 1945 Staatsgrenze zwischen dem Deutschen Reich und Polen. Bis zur Kreisstadt Szczytno (deutsch Ortelsburg) sind es 21 Kilometer in nordwestlicher Richtung.

## Geschichte

### Ortsgeschichte
Für das Fürstenwalde genannte Dorf ist die Gründungsurkunde nicht mehr vorhanden. Im Jahre 1766 wurde der Ort das erste Mal erwähnt. 1769 wurden in dem Freidorf 27 Schatullbauern genannt. Aus dem Jahre 1804 sind Klagen der Einwohner „über die mangelhaften Vorflutverhältnisse“ belegt, und sie lauten noch 1824 ähnlich: „Die Vorflutverhältnisse liegen überall im Argen. Im Frühjahr bei der Schneeschmelze bleibt das Wasser viel zu lange stehen, die Wiesen liefern daher nur saures Gras“. Eine entscheidende Besserung der Verhältnisse trat eigentlich erst in den 1930er Jahren mit der Vertiefung der Vorfluter, des Deutschwalder Fließes und der Triebe ein. 
Am 16. Juli 1874 wurde Fürstenwalde ein Amtsdorf und damit namensgebend für einen Amtsbezirk, der bis 1945 bestand und zum Kreis Ortelsburg im Regierungsbezirk Königsberg (ab 1905: Regierungsbezirk Allenstein) in der preußischen Provinz Ostpreußen gehörte.
Die Zahl der Einwohner Fürstenwaldes belief sich im Jahre 1910 auf 502. Sie stieg bis 1933 auf 531 und betrug 1939 bereits 549.
Aufgrund der Bestimmungen des Versailler Vertrags stimmte die Bevölkerung in den Volksabstimmungen in Ost- und Westpreußen am 11. Juli 1920 über die weitere staatliche Zugehörigkeit zu Ostpreußen (und damit zu Deutschland) oder den Anschluss an Polen ab. In Fürstenwalde stimmten 363 Einwohner für den Verbleib bei Ostpreußen, auf Polen entfielen 4 Stimmen.
Mit dem gesamten südlichen Ostpreußen wurde Fürstenwalde 1945 in Kriegsfolge an Polen überstellt. Das Dorf erhielt die polnische Namensform „Księży Lasek“ und ist heute mit dem Sitz eines Schulzenamtes (polnisch Sołectwo) eine Ortschaft im Verbund der Landgemeinde Rozogi (Friedrichshof) im Powiat Szczycieński (Kreis Ortelsburg), bis 1998 der Woiwodschaft Ostrołęka, seither der Woiwodschaft Ermland-Masuren zugehörig. In Księży Lasek waren im Jahre 2011 insgesamt 225 Einwohner gemeldet.

### Amtsbezirk Fürstenwalde (1874–1945)
Zum Amtsbezirk Fürstenwalde gehörten bei seiner Errichtung sieben Gemeinden, am Ende waren es noch sechs:
| Deutscher Name   | Geänderter Name 1938 bis 1945 | Polnischer Name | Anmerkungen                                    |
| ---------------- | ----------------------------- | --------------- | ---------------------------------------------- |
| Fürstenwalde     |                               | Księży Lasek    |                                                |
| Groß Leschienen  |                               | Lesiny Wielkie  |                                                |
| Klein Leschienen |                               | Lesiny Małe     |                                                |
| Lucka            | Luckau (Ostpr.)               | Łuka            |                                                |
| (Groß) Radzienen | Hügelwalde                    | Zieleniec       |                                                |
| Suchorowitz      | Deutschwalde (Ostpr.)         | Suchorowiec     |                                                |
| Wujaken          | (seit 1934:) Ohmswalde        | Wujaki          | 1881 in den Amtsbezirk Liebenberg umgegliedert |

Am 1. Januar 1945 gehörten noch Deutschwalde, Fürstenwalde, Groß Leschienen, Hügelwalde, Klein Leschienen und Luckau zum Amtsbezirk Fürstenwalde.

## Kirche

### Kirchengebäude
Die heutige Kirche in Księży Lasek löste das in den Jahren 1815 und 1816 errichtete und 1927 wegen Baufälligkeit abgerissene Gotteshaus – ein schlichtes Holzbauwerk mit vorgelegtem (Holz-)Turm – ab. Für dessen Bau hatte Karl Friedrich Schinkel die Entwürfe vorgegeben.
In den Jahren 1928 bis 1931 entstand das heutige Kirchengebäude aus Ziegeln und mit einem Dachturm versehen. Im Innern befindet sich ein mit der Kanzel verbundene Barockaltar, der aus der Kirche Friedrichshof (polnisch Rozogi) nach hier verbracht wurde. Einzelne Teil sollen von Isaak Riga aus Königsberg (Preußen) (russisch Kaliningrad) stammen.
Bis 1945 war die Fürstenwalde Kirche ein evangelisches Gotteshaus. Dann wurde es – mit baulichen und den anderen liturgischen Bräuchen angepassten Veränderungen – eine römisch-katholische Kirche. 

### Kirchengemeinde

#### Evangelisch
Im Jahre 1816 wurde in Fürstenwalde eine evangelische Kirchengemeinde gegründet, die über ein eigenes Gotteshaus und eine eigens eingerichtete Pfarrstelle verfügte. Bis 1945 war sie in den Superintendenturbezirk Ortelsburg im Kirchenkreis Ortelsburg innerhalb der Kirchenprovinz Ostpreußen der Kirche der Altpreußischen Union eingegliedert. Die Zahl der Gemeindeglieder, die in elf Kirchspielorten lebten, belief sich im Jahre 1925 auf 1850. Flucht und Vertreibung der einheimischen Bevölkerung setzten dem evangelischen Gemeindeleben nach 1945 in Księży Lasek ein Ende. Heute hier lebende evangelischen Einwohner gehören jetzt zur Kirche in Szczytno (Ortelsburg) in der Diözese Masuren der Evangelisch-Augsburgischen Kirche in Polen.

#### Römisch-katholisch
Bis 1945 waren die katholischen Einwohner Fürstenwalde nach Groß Leschienen (polnisch Lesiny Wielkie) im Dekanat Masuren I mit Sitz in Angerburg (polnisch Węgorzewo) eingepfarrt. Nach 1945 bildete sich in Księży Lasek eine eigene Gemeinde, die das bisher evangelische Gotteshaus für sich reklamierte und heute eine Filialgemeinde der Pfarrei Lesiny Wielkie im Dekanat Rozogi (Friedrichshof) im Erzbistum Ermland ist.

## Schule
Die von Friedrich Wilhelm III. gegründete Dorfschule erhielt 1925 einen neuen, modernen Bau.

## Verkehr
Księży Lasek liegt an einer Nebenstraße, die von Rozogi (Friedrichshof) nach Wielbark (Willenberg) führt und das Dorf mit den Landesstraßen DK 53, DK 58 und DK 59 vernetzt. Aus der Woiwodschaft Masowien führt von Myszyniec aus eine Straße nach Księży Lasek. Eine Anbindung an den Bahnverkehr besteht nicht.